# Grzyby cerkosporoidalne

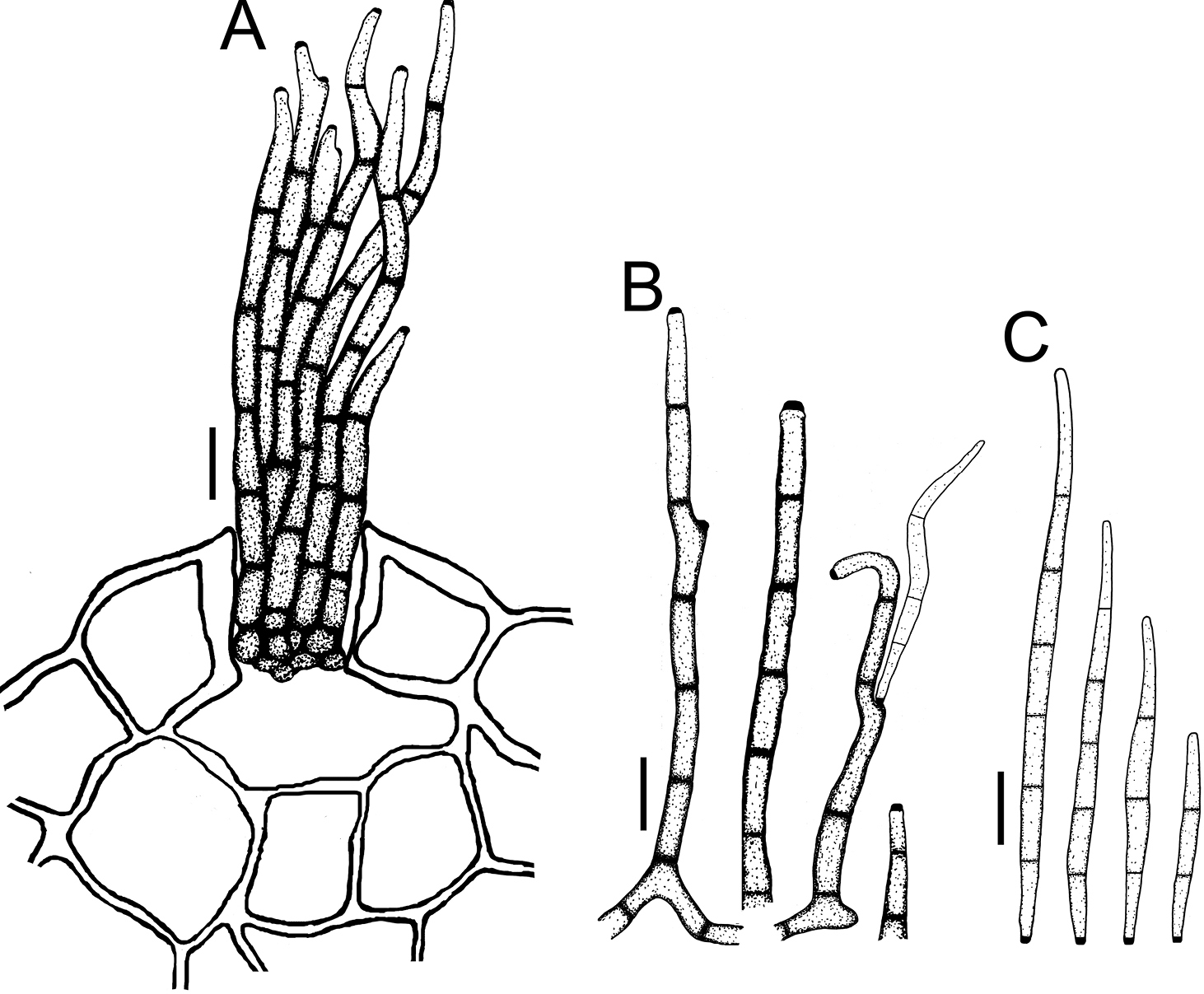
A – pęczek konidioforów Cercospora wychodzący przez aparat szparkowy, B – konidiofory, C – konidia

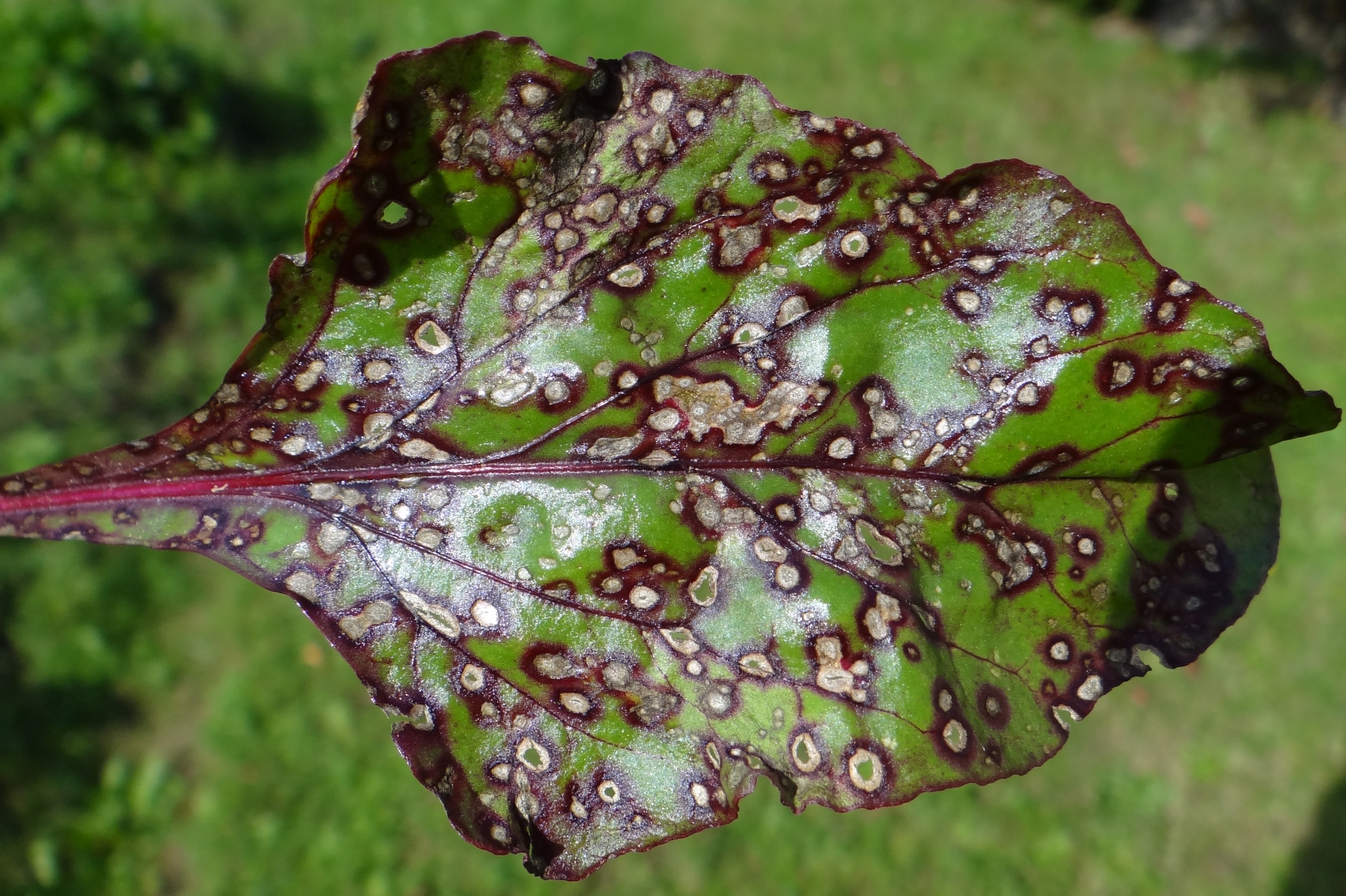
Plamy wywołane przez Cercospora betulicola na liściu buraka

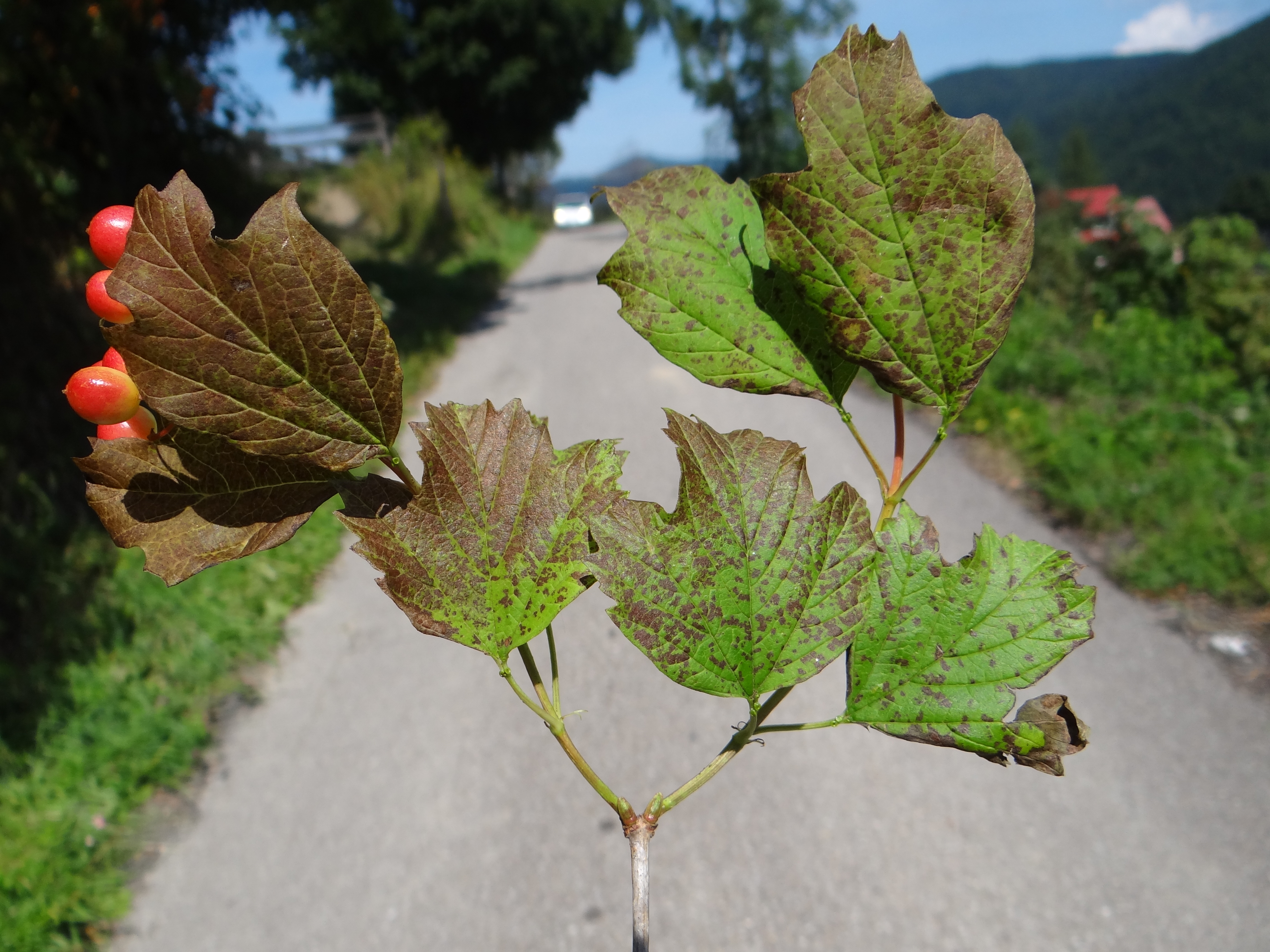
Liść kaliny koralowej porażony przez Pseudocercospora opuli

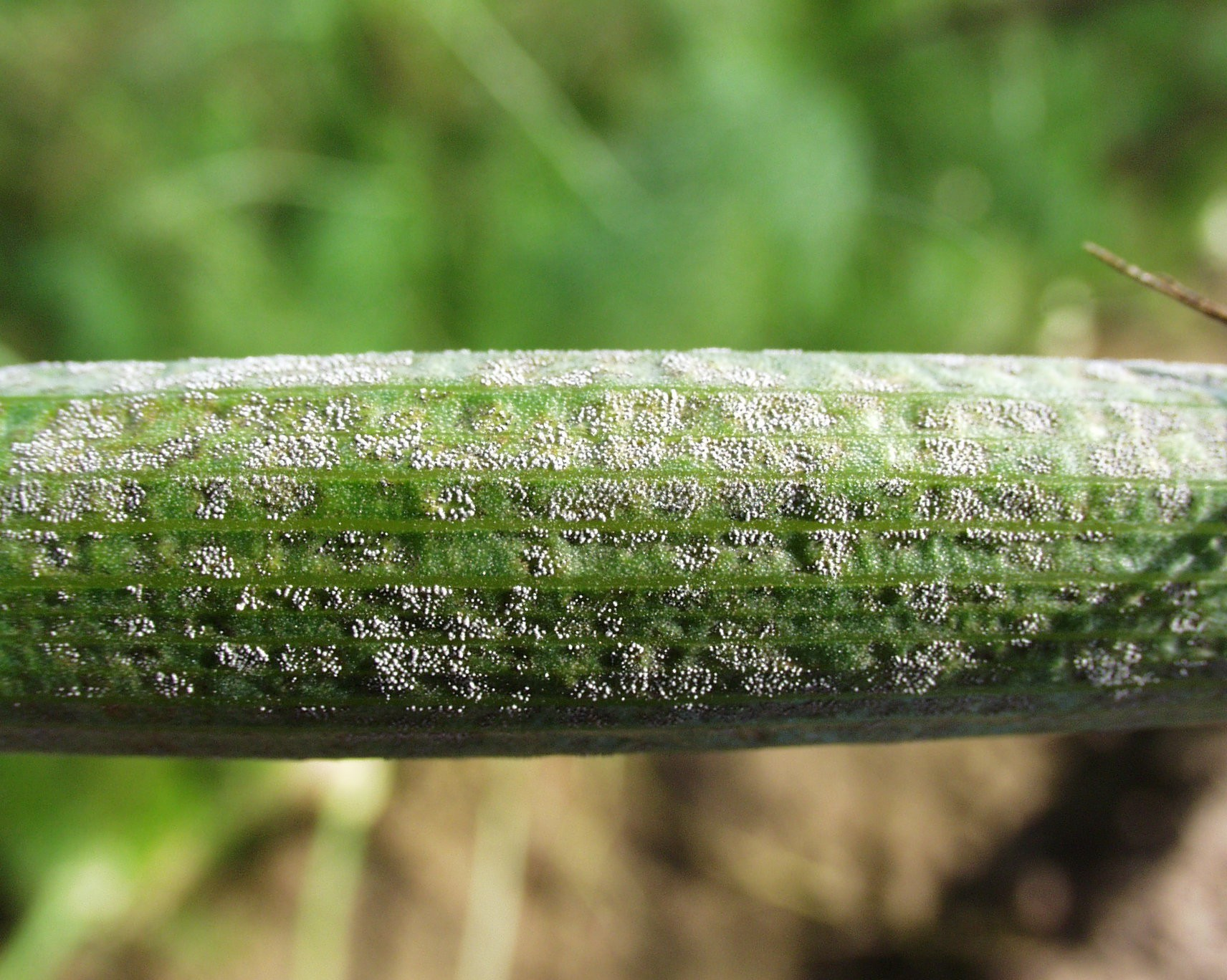
Nalot zarodników Cercospora na łodydze kopru włoskiego

Grzyby cerkosporoidalne (ang. cercosporoid fungi) – nieformalna grupa grzybów dawniej zaliczanych do rodzaju Cercospora i stąd pochodzi jej nazwa. Sama nazwa jest kombinacją dwóch greckich słów kerkos (= ogon) i sporos (= nasienie), co oznacza „kolczaste nasiona” i odnosi się do bezpłciowych zarodników konidialnych pokrytych kolcami. Do 2015 r. w Polsce opisano 63 gatunki grzybów cerkosporoidalnych.

## Taksonomia
W wyniku badań filogenetycznych rodzaj Cercospora okazał się polifiletyczny i rozbity został na wiele nowych rodzajów, obecnie zaliczanych głównie do rodziny Mycosphaerellaceae. Początkowo oprócz rodzaju Cercospora były to rodzaje Passalora, Pseudocercospora i Stenella, ale w miarę badań mykologów tworzone są nowe. W 2024 r. do rodziny Mycosphaerellaceae zaliczono już 15 rodzajów, a niektóre z grzybów cerkosporoidalnych przeniesiono do innych rodzin, np. Stenella do rodziny Teratosphaeriaceae. Badania nad filogenezą tej grupy grzybów nadal trwają i ciągle następują zmiany w ich taksonomii.
Grzyby cerkosporoidalne należały do utworzonego przez Eliasa Friesa sztucznego taksonu Hyphomycetes, obejmującego gatunki grzybów, u których zaobserwowano tylko rozmnażanie bezpłciowe. Później zaliczano je do grupy grzybów niedoskonałych, zwanych też grzybami anamorficznymi, grzybami mitosporowymi lub Deuteromycota. Wszystkie te taksony obecnie są uznane za nieważne, a grzyby te zaliczane są głównie do typu workowców (Ascomycota), bardzo nieliczne do podstawczaków (Basidiomycota). W miarę badań mykologów u wielu z nich zdołano odkryć morfy rozmnażające się płciowo zwane teleomorfami, nadal jednak jest wiele gatunków, u których znane są tylko morfy rozmnażające się bezpłciowo zwane anamorfami. Zgodnie z obowiązującym Międzynarodowym Kodeksem Nomenklatury Botanicznej, obejmującym również grzyby, obecnie gatunki grzybów cerkosporoidalnych traktowane są jako holomorfy, czyli nazwa gatunkowa obejmuje zarówno ich znaną anamorfę, jak i jeszcze nieznaną teleomorfę.

## Znaczenie
Wszystkie grzyby cerkosporoidalne to pasożyty, głównie roślin okrytonasiennych. W początkowej fazie swojego rozwoju są pasożytami, później po obumarciu tkanek żywiciela nadal rozwijają się w nich jako saprotrofy. Nieliczne gatunki to nadpasożyty, głównie grzybów z rzędu rdzawnikowców (Pucciniales). Na porażonych roślinach powodują powstawanie plam, w obrębie których przy sprzyjającej grzybom wilgotnej pogodzie tworzą się konidiomy z bezpłciowymi konidiami.
Wiele gatunków grzybów cerkosporoidalnych wywołuje groźne grzybowe choroby roślin. W Polsce ich żywicielami są głównie rośliny z rodzin selerowatych (8 gatunków), bobowatych (7), różowatych (5) i wiechlinowatych (2). Porażają aż 53% gatunków roślin użytkowych. Ze względu na ogromną ich szkodliwość w uprawie roślin uprawnych 9 gatunków grzybów cerkosporoidalnych zostało w Polsce zakwalifikowanych jako organizmy kwarantannowe.
Do gatunków grzybów cerkosporoidalnych wywołujących groźne, o ekonomicznym znaczeniu choroby roślin uprawnych zalicza się: Cercospora apii wywołująca chwościka selera, Cercospora beticola powodująca m.in. chwościka buraka, Cercospora armoraciae pasożytująca na chrzanie pospolitym, Cercospora carotae na marchwi,  Passalora circumscissa na różowatych, Passalora concors na ziemniakach, Passalora graminis na trawach, Passalora punctum na koprze ogrodowym i pietruszce oraz Paracercosporidium microsorum na lipach.

## Morfologia i rozwój
Mogą wytwarzać wewnętrzną grzybnię pierwotną i zewnętrzną grzybnię wtórną. Grzybnia pierwotna jest zazwyczaj septowana, rozgałęziona, szklista, bladooliwkowa lub oliwkowobrązowa. Często tworzy napęczniałe strzępki, których gęste skupiska wytwarzają podstawki. Konidiofory wyrastają prosto lub w rozbieżnych, gęstych pęczkach i rzadko mogą koremia lub sporodochia. Konidia są zazwyczaj proste lub zakrzywione, kręte lub „robakowate”, kolczaste, maczugowate, cylindryczne, nitkowate lub wrzecionowate, bezprzegrodowe lub zwykle z licznymi, rozgałęzionymi zaczątkami przegród lub niepełnymi przegrodami. Konidia różnią się także kolorem (od szklistego do oliwkowego lub brązowy) i rozmiarem. Długość waha się od 10 do ponad 200 µm (szczególnie w kolczastych konidiach gatunków Cercospora wytwarzanych w wilgotnych warunkach). Szerokość konidiów wynosi od 1--10 µm. Powierzchnia konidiów jest zwykle gładka, ale w niektórych przypadkach gatunki konidia mogą być brodawkowate. W czystej kulturze wzrost i zarodnikowanie są zwykle słabe. Konidia powstają w wyniku pączkowania komórek konidiotwórczych. Konidiogeneza jest holoblastyczna – ściany konidiów zbudowane są z tych samych warstw co ściana konidioforu. Konidia mogą powstawać pojedynczo lub w łańcuchach, monoblastycznie lub poliblastycznie. Proliferacja sympodialna u grzybów cercosporoidowych następuje poprzez formację boczną nowej osi konidioforu po wytworzeniu konidium. Zwykle po uwolnieniu konidiów na komórkach konidiotwórczych widoczne są pogrubione i przyciemnione blizny i wnęki.